# Habitatge al carrer Mossèn Cinto Verdaguer, 1 (Torregrossa)
L'Habitatge al carrer Mossèn Cinto Verdaguer, 1 és una obra modernista de Torregrossa (Pla d'Urgell) inclosa a l'Inventari del Patrimoni Arquitectònic de Catalunya.

## Descripció
Casa que fa cantonada a dos carrers.
De dos pisos amb terrassa. El més interessant és la porta amb carreus. A la clau de la llinda hi ha unes inicials i la data de construcció: 1915.
Interior modificat però amb restes de la decoració inicial.
Edifici de planta quadrangular rematat amb terrassa de balustrada massissa i decorativa. Presenta extraordinàries similituds formals i ornamentals amb la casa de la Vila, situada enfront mateix i construïda pocs anys abans. La façana lateral és arrebossada, no conserva cap ordre compositiu i els únics elements de cohesió amb la resta de l'edifici són la barana i la forja dels balcons.
La façana principal és de pedra amb carreus grossos a la planta baixa i més petits i encoixinats a les superiors. Hi ha simetria compositiva en les obertures, amb destacats emmarcaments en les balconades i la portada central de la planta baixa, que juntament amb les línies de la porta de fusta i els elements ondulants de forja expressen un tímid modernisme.